# NECアベニュー
NECアベニュー株式会社（エヌイーシーアベニュー、NEC Avenue Ltd.）は、かつて存在したNECグループのレコード会社。ビデオソフトやゲームソフトの開発・販売も行っていた。本社は東京都千代田区に置かれ、後に神奈川県川崎市高津区へ移転した。
※ 以降、「アベニュー（社）」と略記する場合あり。

## 沿革
1987年にNECグループのレコード会社として設立（販売・ナガオカ→日本コロムビア）。
レコード会社としてはゲームミュージックのサウンドトラックを多く発売した。葉山宏治『超兄貴 〜兄貴のすべて〜』（NACL-1088）は、後年にコロムビアミュージックエンタテインメントより「アベニューコレクション」と題して復刻された。その一方、アイドル歌謡やニューミュージックの楽曲も多数発売してきた。
1995年、新会社・NECインターチャネルにゲームソフト・周辺機器の開発事業を移管。NECアベニュー本体は「制作宣伝部」セクションのみを残して楽曲のリリースを続けた後、1998年を以て全ての活動を停止。1999年1月21日付で清算結了し消滅した。
ただし、関連会社のNECアベニュー音楽出版はアイシーアベニュー音楽出版→インデックスミュージック→ティー ワイ エンタテインメントと三度の社名変更を経て現在も存続している。
活動停止直前まで製作された楽曲の一部は、「アベニューノアールレーベル」名義で「センチュリーレコード」より発売された。保有していたクラシック音楽の音源については一部が2002年12月にカメラータ・トウキョウよりカメラータ・クラシック・アヴェニュとして再発された。

## ゲームソフト事業
アベニュー社の設立発表会において、質疑応答でゲーム開発に関する質問が出たときには「開発する予定はありません。」と返答する予定であったが、関連する質問そのものが無かったため、当時は同社の社員だった多部田俊雄が申請することで、同年に発売されたPCエンジン用のゲームソフトや周辺機器の開発・販売も手がけることとなる。（殆どの作品はプログラムなどの実開発作業を下請けへ外注しており、プロデュースやパブリッシングがメインだった）
初期はセガやカプコン、タイトーなどのアーケードゲーム移植を行い、後に『ドラゴンナイトIII』や『卒業 〜Graduation〜』などパソコンの美少女ゲーム移植を手がける。オリジナル作品にはダウンロードやクイズアベニューシリーズなどが有る。
アベニューが消滅後、同社がリリースしたコンシューマ向けゲームソフト関連の版権はインデックスグループを経て株式会社ライトウェイトに譲渡されている。2023年7月にはアベニューがPCエンジン用ソフトとしてリリースしていたゲームの権利については、有限会社エムツーに譲渡された。
（※）アベニューは他のゲーム会社が開発したゲームをPCエンジンに移植したソフトを多数リリースしていたが、このような作品の原著作権は元の会社が保有しているので、完全にエムツー社が自由に権利を行使出来るようになったわけではないことに留意されたい。
リリースした主なゲームソフト
（いずれもPCエンジン。CD-ROM2ソフト含む）
- スペースハリアー
- SUPERダライアス
- ヘルファイアーS
- ストライダー飛竜

以下はアベニュー社オリジナル作品
- ダウンロードシリーズ
- スプラッシュレイク
- バステッド
- モンスターメーカー 闇の竜騎士

## 在籍したクリエイター
- 多部田俊雄（現・プロトタイプ代表取締役）

## 所属していたアーティスト

### あ行
- アイ・ジョージ
- 東祥高
- 大浦みずき
- 太田貴子

### か行
- 川越美和
- キーモンズ
- 錦城薫
- 国安わたる
- CLUB MIX
- クレヨン社

### さ行
- サンデシリットル
- J Trips（女性モデルのJUN、俳優の長谷川恒之、ファッションコーディネーターの亀谷尚平からなるユニット）
- スーザン・オズボーン
- セメントミキサーズ

### た行
- 高橋貴代子
- 田中博信（高樹澪の元夫、1991年に東芝EMIに移籍）
- DOME（ドーム）

### な行
- 中川勝彦
- 西邑理香 With THE COMING SOON!

### は行
- 幕末塾
- HUMMING BIRD
- 原田真二
- 久石譲
- VAXPOP
- ブラボー
- HOT SOX（後にaccessのメンバーとなる貴水博之や渡辺美奈代の夫である矢島昌樹が在籍したバンド）

### ま行
- 緑川光
- 村上圭寿

### や行
- 八神純子